# Yasin Özdenak
Yasin Özdenak (* 11. Oktober 1948 in İskenderun) ist ein ehemaliger türkischer Fußballtorwart und -trainer.

## Spielerkarriere

### Verein
In seiner aktiven Spielerlaufbahn, gewann er mit Galatasaray Istanbul in den Saisons 1. Lig 1970/71, 1. Lig 1971/72 und 1. Lig 1972/73 die türkische Meisterschaft. Nachdem der langjährige Kapitän Muzaffer Sipahi im Sommer 1975 seine Karriere beendet hatte, übernahm Özdenak die Kapitänsbinde und übergab sie im Mai 1976 Nihat Akbay.

### Nationalmannschaft
Mit der türkischen Nationalmannschaft gewann er 1974 den ECO-Cup.

## Trainerkarriere
Von 1980 bis 1981 war er Cheftrainer der New York Cosmos.